# Ingá (kommun)
Ingá är en kommun i Brasilien.   Den ligger i delstaten Paraíba, i den östra delen av landet, 1 600 km nordost om huvudstaden Brasília. Antalet invånare är 18 180. Arean är 198 kvadratkilometer.
Terrängen i Ingá är kuperad åt sydväst, men åt nordost är den platt.
Följande samhällen finns i Ingá:
- Ingá

Omgivningarna runt Ingá är huvudsakligen savann. Runt Ingá är det ganska glesbefolkat, med 50 invånare per kvadratkilometer.